# James Merrill
James Ingram Merrill (Nova Iorque, 3 de Março de 1926 – Tucson, 6 de Fevereiro de 1995) foi um poeta norte-americano, vencedor do Prémio Pulitzer de Poesia. A sua poesia tem duas fase distintas: a poesia lírica do início da sua carreira, muito polida e formal (mas fortemente emocional), e a narrativa épica da comunicação espiritual com almas, anjos e outros seres do oculto, intitulada The Changing Light at Sandover, que dominou a parte final da sua carreira.

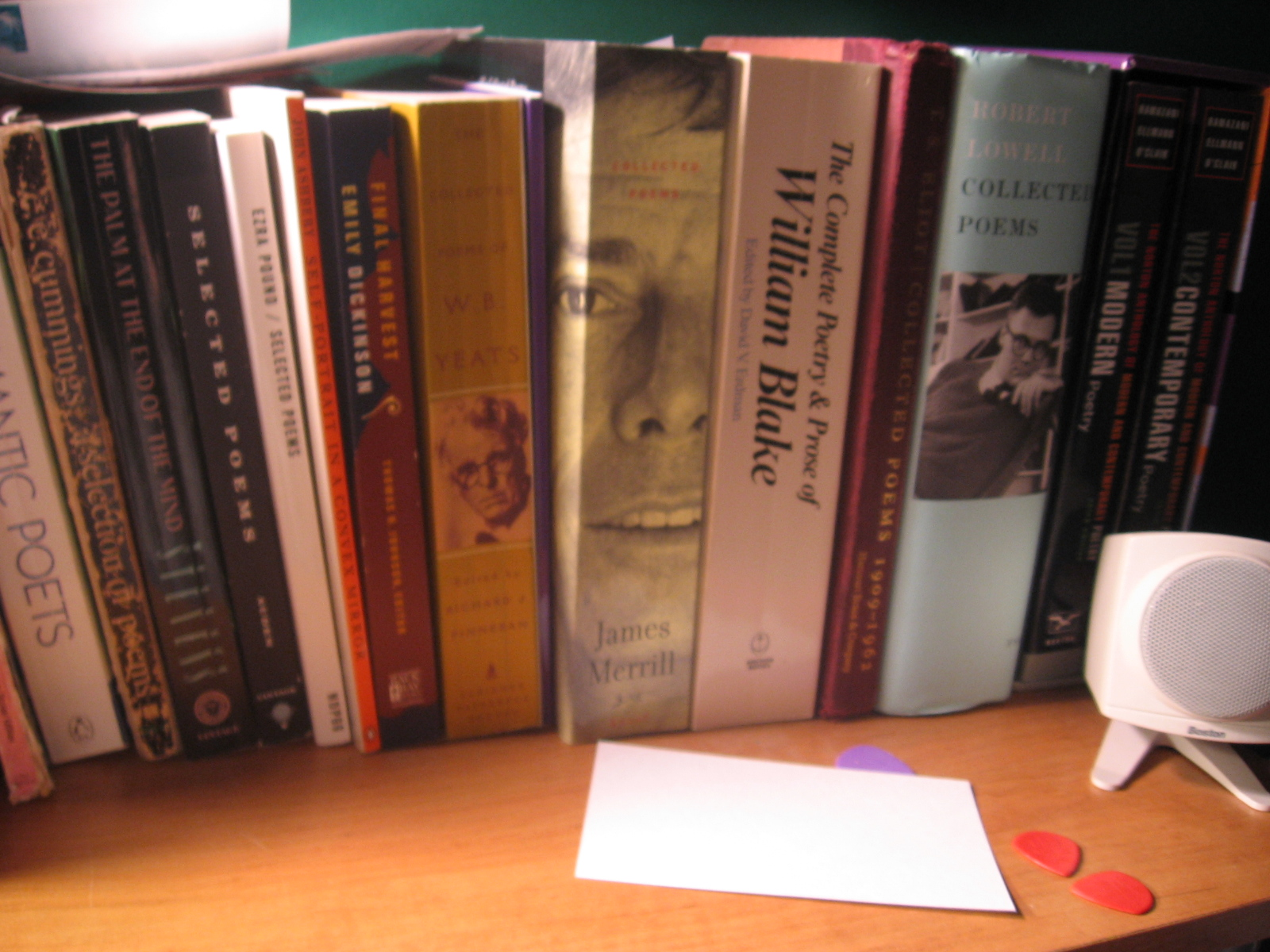
Lombada de colectânea de poesia de James Merrill

## Vida
James Ingram Merrill nasceu em Nova Iorque, filho de Hellen Ingram Merrill e de Charles E. Merrill, sócio fundador do banco de investimento Merrill Lynch. Tinha dois meios-irmão (um irmão e uma irmã) mais velhos, filhos do primeiro casamento de seu pai. Em criança, Merrill cresceu num ambiente privilegiado em termos financeiros e educacionais. A governanta da sua casa ensinou-lhe a falar francês e alemão, o que inspirou Merrill no seu poema de 1974, "Lost in Translation."
Os seus pais separaram-se quando ele tinha onze anos, e acabaram por se divorciar no seu 13º ano. Como adolescente, Merrill frequentou a Lawrenceville School, onde conheceu o futuro romancista Frederick Buechner. Quando Merril fez 16 anos, o seu pai, como surpresa, editou uma colectânea de contos e poemas seus sob o nome Jim's Book. Inicialmente satisfeito, Merrill viria mais tarde a considerar esse livro precoce como embaraçoso.
Merrill foi recrutado para o Exército dos Estados Unidos em 1944, onde permaneceu 8 meses. Retomou os seus estudos, interrompidos pela guerra e pelo serviço militar, em Amherst College, em 1945, tendo-se formado em 1947. The Black Swan, é uma colectânea de poemas que o professor (e amante) de Merrill, Kimon Friar, mandou publicar 100 exemplares em Atenas, na Grécia, em 1946, quando Merrill tinha apenas 20 anos. The Black Swan é a obra mais difícil de encontrar de Merrill, sendo considerada uma das maiores raridades literárias do século XX. A primeira publicação comercial de uma obra de Merrill foi o volume First Poems, edição de Alfred A. Knopf, em 1951, de que se publicaram 990 cópias numeradas, 
David Jackson, também um escritor, foi o parceiro de mais de quatro décadas de James Merrill. Merrill e Jackson conheceram-se em Nova Iorque, depois de uma apresentação da peça de Merrill, The Bait, em 1953. Já juntos, foram morar para Stonington, Connecticut em 1955. Nas duas décadas seguintes o casal passou regularmente uma parte do ano em Atenas. Os temas, as paisagens e os personagens gregos ocupam um lugar de destaque na obra de Merrill. Em 1979, Merrill e Jackson passaram a viver parte do ano na casa de Jackson em 
Merrill's partner of more than four decades was David Jackson, also a writer. Merrill and Jackson met in New York City after a performance of Merrill's "The Bait" in 1953. Together, they moved to Stonington, Connecticut in 1955. For two decades, the couple spent part of each year in Athens, Greece. Greek themes, locales, and characters occupy a prominent position in Merrill's writing. In 1979 Merrill and Jackson began spending part of each year at Jackson's home in Key West, Florida.  
Nas suas memórias de 1993, A Different Person, Merrill confessou que padeceu, no início da sua carreira, de writer's block (bloqueio de escritor) tendo recorrido a ajuda psiquiátrica para ultrapassar os seus efeitos. Nesta obra, Merrill pinta um quadro tranquilo da vida gay no início dos anos 1950s, descrevendo as suas relações com vários homens, incluindo, Claude Fredericks, o negociante de arte Robert Isaacson, David Jackson, e o seu último parceiro, o actor Peter Hooten.
Apesar da sua enorme fortuna, proveniente dos fundos financeiros criados para si na sua infância, Merrill vivia modestamente. Um filantropo, Merril criou a Fundação Ingram Merrill, nome que unia os seus pais divorciados, que se dedicava a incentivar a literatura, as artes e a televisão. Merrill era amigo da poetisa Elizabeth Bishop e da realizadora de cinema Maya Deren a quem proporcionou ajuda financeira em momentos críticos. Merrill ajudou financeiramente muitos outros escritores, muitas vezes anonimamente.
James Merrill foi Chanceler da Academy of American Poets de 1979 até à sua morte, que ocorreu enquanto estava de férias no Arizona, em 6 de Fevereiro de 1995, provocada por um enfarte do miocárdio relacionado com o SIDA.

## Prémios
Iniciando-se com o prestigiado Glascock Prize, que premiou "The Black Swan" quando Merrill era ainda um estudante universitário, Merrill acabaria por receber quase todos os prémios importantes de poesia dos Estados Unidos, incluindo o Prémio Pulitzer de Poesia, em 1977, para Divine Comedies. Merrill foi honrado, a meio da sua vida, com o Bollingen Prize, em 1973. Receberia o National Book Critics Circle Award em 1983 pelo seu poema épico The Changing Light at Sandover (composto parcialmente de supostas mensagens sobrenaturais recebidas pela utilização de um tabuleiro Ouija). Em 1990, recebeu o primeiro Bobbitt National Prize for Poetry atribuído pela Library of Congress pela sua obra The Inner Room. Foi premiado com o National Book Award por Nights and Days em 1967 e também em 1979 por Mirabell: Books of Number.

## Estilo
Escritor elegante e inteligente, grande adepto de jogos de palavras e trocadilhos, Merrill foi um mestre da poesia de métrica clássica e da forma que, contudo, escreveu um número significativo de versos livres e de rima solta. Embora não considerado um poeta Confessionalista, James Merrill usou frequentemente as suas relações pessoais para alimentar as suas "crónicas de amor e perda" (como o narrador em Mirabell descreveu a sua obra). O divórcio dos seus pais — o sentimento de disrupção, seguido pela sensação de ver o mundo a "dobrar" ou de duas perspectivas em simultâneo — figura de forma proeminente na sua poesia. Merril não tem hesitações em alterar alguns detalhes autobiográficos para melhorar a lógica do poema, ou para servir um tema estético ou espiritual.
Com o amadurecimento de Merrill, a forma polida e o brilho conciso dos seus trabalhos iniciais dão lugar a uma voz mais informal e tranquila. Já firmado nos anos 1970s como um dos melhores poetas da sua geração, Merrill surpreendeu ao incorporar o espiritualismo e o oculto na sua obra. O resultado, um épico apocalíptico de 560 páginas, publicado como The Changing Light at Sandover (1982), documenta duas décadas de mensagens ditadas por espíritos do outro mundo durante sessões com o tabuleiro Ouija patrocinadas por Merrill e pelo seu parceiro David Noyes Jackson. O tomo The Changing Light at Sandover é um dos poemas épicos mais longos de sempre, e inclui as vozes dos então recentemente falecido poeta W. H. Auden, Maya Deren, uma amiga de Merrill, e da "socialite" grega Maria Mitsotáki, bem como de espíritos e anjos, como o Arcângelo São Miguel. Canalizar as vozes do tabuleiro Ouija "fez-me repensar o significado da imaginação", explicou mais tarde Merrill. "Se os espíritos não são externos, que assombrosos passam a ser os mediums! Vítor Hugo disse que as suas vozes eram como uma multiplicação por cinco das suas próprias capacidades mentais."
Depois da publicação de The Changing Light at Sandover, Merrill retomou a escrita de poesia mais curta, podendo ser simultaneamente imprevisível e nostálgica. "Self-Portrait in TYVEK™ Windbreaker" (por exemplo) é um conjunto de metáforas inspiradas por um "windbreaker" (um casaco corta-ventos) Tyvek que Merrill comprou em "one of those vaguely imbecile / Emporia catering to the collective unconscious / Of our time and place." (um desses armazéns vagamente imbecis / que fornecem o inconsciente colectivo / dos nossos tempos e lugares). O casaco Tyvek — "DuPont contributed the seeming-frail, / Unrippable stuff first used for Priority Mail" (DuPont forneceu o material aparentemente frágil, / que não se rasga, usado inicialmente para Correio Expresso) — é "white with a world map." (branco com um mapa mundo.) "A zipper's hiss, and the Atlantic Ocean closes / Over my blood-red T-shirt from the Gap." (um correr do fecho, e o Oceano Atlântico fecha-se / sobre a minha T-shirt vermelha comprada na Gap.)

## Obra
Depois da morte de Merrill, a sua obra foi organizada antologicamente em três partes: Poesia, Prosa e Romance e Teatro, a mesma organização utilizada abaixo.

### Poesia
- The Black Swan (1946)
- First Poems (1951)
- The Country of a Thousand Years of Peace (1959)
- Water Street (1962)
- Nights and Days (1966)
- The Fire Screen (1969)
- Braving the Elements (1972)
- Divine Comedies (1976), que inclui "Lost in Translation" e The Book of Ephraim
- Mirabell: Books of Number (1978)
- Scripts for the Pageant (1980)
- The Changing Light at Sandover (1982)
- From the First Nine: Poems 1946-1976 (1982)
- Late Settings (1985)
- The Inner Room (1988)
- Selected Poems 1946-1985 (1992)
- A Scattering of Salts (1995)
- Collected Poems (2001) ISBN 0-375-41139-9

### Prosa
- Recitative (1986) - ensaios
- A Different Person (1993) - memórias
- Collected Prose (2004) ISBN 0-375-41136-4

#### Romance
- The Seraglio (1957)
- The (Diblos) Notebook (1965)

#### Teatro
- The Birthday (1947)
- The Immortal Husband (1955)
- The Bait

#### Colectâneas
- Collected Novels and Plays (2002) ISBN 0-375-41137-2